# BAMMA

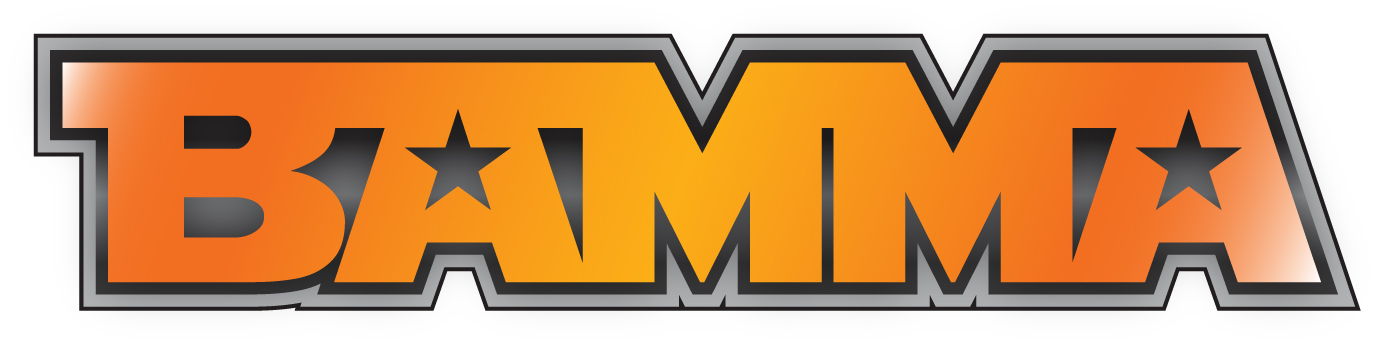
Logo

BAMMA (British Association of Mixed Martial Arts) – nieistniejąca już brytyjska organizacja promująca walki MMA (Mixed Martial Arts) z siedzibą w Londynie w latach 2009-2018. Pierwsze gale transmitowane były na żywo przez telewizję Bravo. Wydarzenia BAMMA były nadawane w różnych krajach i na poszczególnych stacjach takich jak: Wielkiej Brytanii i Irlandii na ITV4, w Indiach na Veqcie, w Niemczech i Rosji na Dazn, Fite TV oraz Unilad (online), poza tym na terenach Azji na KIX (TvOne w Indonezji) i w Afryce na Kwesé Sports. Ostatnia gala federacji odbyła się w Londynie 28 czerwca 2018.

## Zasady
BAMMA opierają się na Zunifikowanych Zasadach Mieszanych Sztuk Walki, które zostały pierwotnie ustanowione przez New Jersey State Athletic Control Board i zmodyfikowane przez Nevada State Athletic Commission. Zasady te zostały przyjęte w Stanach Zjednoczonych w innych stanach, które regulują mieszane sztuki walki. W rezultacie stały się one de facto standardowym zestawem zasad dla profesjonalnych mieszanych sztuk walki w USA w klatkach oraz ringach na całym świecie.
Wszystkie walki w BAMMA'ie toczą się w konkretnych kategoriach wagowych lub limitach umownych na dystansie trzech, pięciominutowych rund. Pomiędzy rundami jest jednominutowa przerwa. Zgodnie z Ujednoliconymi Zasadami MMA, BAMMA pozwala zawodnikom walczyć tylko w zatwierdzonych spodenkach, bez butów lub innego rodzaju ochraniaczy na stopy. Zawodnicy muszą używać zatwierdzonych, lekkich rękawic (4-6 uncji), które umożliwiają chwytanie palców. Jeżeli zawodnicy są w pozycji parterowej i nie ma widocznej dominacji zawodnika z góry to sędzia ma prawo podnieść walkę do początkowej płaszczyzny stójkowej.

### Sposoby wyłonienia zwycięzcy
- Poddanie: zawodnik odklepuję w matę lub przeciwnika trzy razy (lub więcej) lub werbalnie się poddaje.
- Nokaut: zawodnik upada w wyniku legalnego ciosu i jest nieprzytomny lub nie jest w stanie natychmiast kontynuować walki.
- Techniczny nokaut: przerwanie walki przez sędziego, jeśli zostanie stwierdzone, że zawodnik nie może „inteligentnie obronić się” lub lekarz wchodzący na ring nie dopuszcza zawodnika do kontynuowania walki z powodu kontuzji.
- Decyzja sędziów: W zależności od punktacji mecz może zakończyć się jako:
  - Decyzja jednogłośna - wszyscy trzej sędziowie wskazują zwycięstwo dla pierwszego zawodnika,
  - Decyzja niejednogłośna - dwóch sędziów wskazuje zwycięstwo dla pierwszego zawodnika, a trzeci sędzia wskazuje wygraną dla drugiego zawodnika,
  - Decyzja większościowa - dwóch sędziów wskazuje zwycięstwo dla pierwszego zawodnika, a trzeci sędzia ocenia walkę na remisową),

- Remis: W zależności od punktacji mecz może zakończyć się jako:
  - Remis jednogłośny - wszyscy trzej sędziowie oceniają walkę remis obu zawodników,
  - Remis większościowy - dwóch sędziów ocenia walkę na remisową,
  - Remis niejednogłośny - suma punktów dla każdego zawodnika jest równa

Walka może również zakończyć się decyzją techniczną, remisem technicznym, dyskwalifikacją lub no contest.

### Kryteria oceny
We wszystkich walkach BAMMA stosuje się dziesięciopunktowy system. Trzech sędziów podlicza punkty w każdej rundzie, zwycięzca każdej z nich otrzymuje dziesięć punktów, przegrany dziewięć punktów lub mniej. Jeśli runda jest równa, obaj zawodnicy otrzymują dziesięć punktów. Werdykt jest ogłaszana na koniec walki, ale karty wyników sędziów nie są ogłaszane.

### Akcje zabronione tzw. faule
1. Uderzenia z głowy/główki
2. Wkładanie palców w oczy
3. Gryzienie
4. Ciągnięcie za włosy
5. Wkładanie palców w usta przeciwnika
6. Wszelkiego rodzaju ataki na krocze
7. Wkładanie palców w jakikolwiek otwór ciała lub w rany przeciwnika
8. Skręcania, ciągnięcia lub zginania palców u rąk, nóg czy nadgarstków i kostek przeciwnika
9. Uderzenie w kręgosłup lub tył głowy
10. Uderzanie czubkiem łokcia z godziny 12 na 6
11. Wszelkiego rodzaju uderzenia w gardło, w tym między innymi chwytanie za tchawicę.
12. Szarpanie, szczypanie czy skręcanie skóry rywala
13. Chwytanie obojczyka
14. Kopnięcie w głowę przeciwnika w parterze tzw. soccer kick
15. Kopnięcie kolanem w głowę przeciwnika który klęczy
16. Deptanie przeciwnika
17. Kopnięcie piętą w nerki
18. Piledriver
19. Wyrzucenie przeciwnika z ringu, klatki lub ogrodzonego terenu
20. Trzymanie spodenek lub rękawic przeciwnika
21. Plucie na przeciwnika
22. Angażowanie się w niesportowe zachowanie, które powoduje kontuzję przeciwnika
23. Trzymanie lin, siatki lub ogrodzenia
24. Używanie obraźliwego języka na ringu lub na ogrodzonym terenie
25. Atakowanie przeciwnika w przerwie
26. Atakowanie przeciwnika znajdującego się pod opieką sędziego
27. Atakowanie przeciwnika po tym, jak zabrzmiał dzwonek kończący okres walki
28. Rażące lekceważenie instrukcji sędziego.
29. Unikanie kontaktu z przeciwnikiem, celowe lub konsekwentne upuszczanie ochraniacza na zęby lub udawanie kontuzji
30. Ingerencja narożnika
31. Rzucanie ręcznika podczas walki

Gdy faul jest orzeczony, sędzia według własnego uznania może odjąć jeden lub więcej punktów jako karę. Jeśli faul obezwładnia zawodnika, walka może zakończyć się dyskwalifikacją, jeśli faul był umyślny, lub zakazem walki, jeśli nie jest zamierzony. Jeśli faul powoduje, że zawodnik nie jest w stanie kontynuować walki w dalszej części walki, kończy się on decyzją techniczną wygrywającą dla kontuzjowanego zawodnika, jeśli kontuzjowany zawodnik ma przewagę punktową, w przeciwnym razie jest to remis techniczny.

## Kategorie wagowe
- Ciężka do 120,2 kg / 265 lb
- Półciężka do 93 kg / 205 lb
- Średnia do 83,9 kg /185 lb
- Półśrednia do 77,1 kg / 170 lb
- Lekka do 70,3 kg / 155 lb
- Piórkowa do 65,8 kg / 145 lb
- Kogucia do 61,2 kg / 135 lb
- Musza do 56,7 kg / 125 lb

## Historia mistrzów BAMMA

### Waga ciężka
| Nr    | Mistrz                                 | Od                         | Do   | Obrony tytułu                                                      |
| ----- | -------------------------------------- | -------------------------- | ---- | ------------------------------------------------------------------ |
| 1.    | Mark Godbeer (pokonał Paula Taylora)   | 13 czerwca 2015 (BAMMA 21) | 2016 | - pokonał Stuarta Austina 14 maja 2016 (BAMMA 25)                  |
| Wakat | Wakat                                  |                            |      | Godbeer zwakował tytuł, kiedy podpisał kontrakt z UFC w 2016 roku. |
| 2.    | Brett McDermott (pokonał Rubena Wolfa) | 12 maja 2017 (BAMMA 29)    | 2017 |                                                                    |

### Waga półciężka
| Nr    | Mistrz                                   | Od                           | Do                           | Obrony tytułu                                                             |
| ----- | ---------------------------------------- | ---------------------------- | ---------------------------- | ------------------------------------------------------------------------- |
| 1.    | Jason Jones (pokonał Max Nunes)          | 14 września 2013 (BAMMA 13)  | 2015                         |                                                                           |
| Wakat | Wakat                                    |                              |                              | Jones zwakował tytuł, kiedy podpisał kontrakt z UAE Warriors w 2015 roku. |
| 2.    | Marcin Łazarz (pokonał Brett McDermotta) | 25 kwietnia 2015 (BAMMA 20)  | 14 listopada 2015 (BAMMA 23) |                                                                           |
| 3.    | Paul Craig (pokonał Marcina Łazarza)     | 14 listopada 2015 (BAMMA 23) | 2016                         |                                                                           |
| Wakat | Wakat                                    |                              |                              | Craig zwakował tytuł, kiedy podpisał kontrakt z UFC w 2016 roku.          |

### Waga średnia
| Nr    | Mistrz                                   | Od                          | Do | Obrony tytułu |
| ----- | ---------------------------------------- | --------------------------- | -- | --- |
| 1.    | Tom Watson (pokonał Jorge Luisa Bezerra) | 15 maja 2010 (BAMMA 3)      | ?  | - pokonał Alexa Reida 25 września 2010 (BAMMA 4) - pokonał Murilo Rua 21 maja 2011 (BAMMA 6) - pokonał Jacka Marshmana 24 marca 2012 (BAMMA 9) |
| Wakat | Wakat                                    |                             |    | Watson zwakował tytuł, kiedy opuścił BAMMA dla UFC.                                                                                            |
| 2.    | Scott Askham (pokonał Brett McDermotta)  | 14 września 2013 (BAMMA 13) | ?  | - pokonał Maxa Nunesa 7 czerwca 2014 (BAMMA Fight Night: Southampton)                                                                          |
| Wakat | Wakat                                    |                             |    | Askham zwakował tytuł, kiedy opuścił BAMMA dla UFC .                                                                                           |
| 3.    | Cheick Kone (pokonał Andy'ego DeVenta)   | 13 czerwca 2015 (BAMMA 21)  | ?  | |
| 4.    | John Phillips                            | 27 lutego 2016 (BAMMA 24)   | ?  | |
| Wakat | Wakat                                    |                             |    | Phillips został pozbawiony tytułu, kiedy przekroczył limit kategorii średniej (o 13,2 funta) na BAMMA 26.                                      |
| 5.    | Yannick Bahati (pokonał Matta Hallama)   | 12 maja 2017 (BAMMA 29)     | ?  | |
| 6.    | Mike Shipman                             | 15 września 2017 (BAMMA 31) | ?  | |
| Wakat | Wakat                                    |                             |    | Shipman zwakował tytuł, kiedy opuścił BAMMA dla Bellator MMA.                                                                                  |

### Waga półśrednia
| Nr    | Mistrz                               | Od                          | Do | Obrony tytułu                                             |
| ----- | ------------------------------------ | --------------------------- | -- | --------------------------------------------------------- |
| 1.    | Eddy Ellis (pokonał Jima Wallheada)  | 14 września 2013 (BAMMA 13) | ?  |                                                           |
| Wakat | Wakat                                |                             |    | Ellis zwakował tytuł, gdy wygasł jego kontrakt z BAMMA.   |
| 2.    | Alex Lohoré (pokonał Nathana Jonesa) | 15 września 2017 (BAMMA 31) | ?  | - pokonał Richarda Kiely'ego 10 listopada 2017 (BAMMA 32) |
| 3.    | Terry Brazier                        | 9 marca 2018 (BAMMA 34)     | ?  |                                                           |

### Waga lekka
| Nr    | Mistrz                                      | Od                           | Do               | Obrony tytułu |
| ----- | ------------------------------------------- | ---------------------------- | ---------------- | --- |
| 1.    | Rob Sinclair (pokonał Nathana Beera)        | 13 lutego 2010 (BAMMA 2)     | ?                | - pokonał Daniela Weichela 15 maja 2010 (BAMMA 3) - pokonał Diego Vitala 10 września 2011 (BAMMA 7) - pokonał Andre Winner 15 września 2012 (BAMMA 10) |
| Wakat | Wakat                                       |                              |                  | Sinclair zwakował tytuł, kiedy opuścił BAMMA dla Bellator MMA                                                                                          |
| 2.    | Mansour Barnaoui (pokonał Curta Warburtona) | 14 września 2013 (BAMMA 13)  | 10 września 2015 | - pokonał Colina Fletchera 14 grudnia 2013 (BAMMA 14)                                                                                                  |
| Wakat | Wakat                                       |                              |                  | Barnaoui został zwolniony z promocji, kiedy podpisał kontrakt z M-1 Global 10 września 2015.                                                           |
| 3.    | Martin Stapleton (pokonał Andy'ego DeVenta) | 14 listopada 2015 (BAMMA 23) | ?                | - pokonał Damiena Lapilusa 14 maja 2016 (BAMMA 25) |
| Wakat | Wakat                                       |                              |                  | Stapleton zwakował tytuł, kiedy opuścił BAMMA dla Cage Warriors.                                                                                       |
| 4.    | Ryan Scope (pokonał Mickaëla Lebouta)       | 15 grudnia 2017 (BAMMA 33)   | ?                | |
| Wakat | Wakat                                       |                              |                  | Scope zwakował tytuł, kiedy opuścił BAMMA dla Bellator MMA.                                                                                            |
| 5.    | Rhys McKee (pokonał Tima Barnetta)          | 9 marca 2018 (BAMMA 34)      | ?                | |
| 6.    | Terry Brazier                               | 28 czerwca 2018 (BAMMA 36)   | ?                | |

### Waga piórkowa
| Nr    | Mistrz                                   | Od                          | Do | Obrony tytułu |
| ----- | ---------------------------------------- | --------------------------- | -- | --- |
| 1.    | Alan Omer (pokonał Paula Reeda)          | 13 lutego 2010 (BAMMA 2)    | ?  | - pokonał Daniela Weichela 15 maja 2010 (BAMMA 3) - pokonał Diego Vitala 10 września 2011 (BAMMA 7) - pokonał Andre Winner 15 września 2012 (BAMMA 10)                         |
| 2.    | Mark Adams (pokonał Curta Warburtona)    | 15 maja 2010 (BAMMA 3)      | ?  | - pokonał Colina Fletchera 14 grudnia 2013 (BAMMA 14) |
| Wakat | Wakat                                    |                             |    | Adams został pozbawiony tytułu z powodu braku aktywności. |
| 3.    | Tom Duquesnoy (pokonał Andy'ego DeVenta) | 5 kwietnia 2014 (BAMMA 15)  | ?  | - No contest Ashleigha Grimshawa 14 września 2014 (BAMMA 16) - pokonał Krzysztofa Klaczka 21 lutego 2015 (BAMMA 18) - pokonał Brendana Loughnane'a 19 września 2015 (BAMMA 22) |
| Wakat | Wakat                                    |                             |    | Duquesnoy zwakował tytuł, kiedy podpisał kontrakt z UFC w 2017 roku. |
| 4.    | Damien Lapilus (pokonał Ronniego Manna)  | 24 lutego 2017 (BAMMA 28)   | ?  | |
| 5.    | Daniel Crawford (pokonał Tima Barnetta)  | 15 września 2017 (BAMMA 31) | ?  | |
| Wakat | Wakat                                    |                             |    | Crawford zwakował tytuł, kiedy opuścił BAMMA dla Bellator MMA. |

### Waga musza
| Nr         | Mistrz                                  | Od                                             | Do | Obrony tytułu |
| ---------- | --------------------------------------- | ---------------------------------------------- | -- | --- |
| 1.         | Rany Saadeh (pokonał Jody'ego Collinsa) | 2 sierpnia 2014 (BAMMA Fight Night: Liverpool) | ?  | - pokonał Daniela Weichela 15 maja 2010 (BAMMA 3) - pokonał Diego Vitala 10 września 2011 (BAMMA 7) - pokonał Andre Winner 15 września 2012 (BAMMA 10) |
| Wakat      | Wakat                                   |                                                |    | Saadeh zwakował tytuł, gdy wygasł jego kontrakt z BAMMA.                                                                                               |
| Tymczasowy | Andy Young (pokonał Dominique Woodinga) | 24 lutego 2017 (BAMMA 28)                      | ?  | |
| 2.         | Daniel Barez (pokonał Andy'ego Younga)  | 10 listopada 2017 (BAMMA 32)                   | ?  | |

## Lista gal
| Nr | Gala                                   | Data              | Miejsce                                 | Transmisja             |
| -- | -------------------------------------- | ----------------- | --------------------------------------- | ---------------------- |
| 1  | BAMMA 1: The Fighting Premiership      | 27 czerwca 2009   | Londyn, Room by the River               | Bravo                  |
| 2  | BAMMA 2: Roundhouses at the Roundhouse | 13 lutego 2010    | Londyn, Roundhouse                      | Bravo                  |
| 3  | BAMMA 3: Horwich vs. Watson            | 15 maja 2010      | Birmingham, LG Arena                    | Bravo                  |
| 4  | BAMMA 4: Reid vs. Watson               | 25 września 2010  | Birmingham, Utilita Arena Birmingham    | Bravo                  |
| 5  | BAMMA 5: Daley vs. Shirai              | 26 lutego 2011    | Manchester, Manchester Arena            | Syfy                   |
| 6  | BAMMA 6: Watson vs. Rua                | 21 maja 2011      | Londyn, Wembley Arena                   | Syfy                   |
| 7  | BAMMA 7: Trigg vs. Wallhead            | 10 września 2011  | Birmingham, Utilita Arena Birmingham    | Syfy                   |
| 8  | BAMMA 8: Manuwa vs. Rea                | 10 grudnia 2011   | Nottingham, Motorpoint Arena Nottingham | Syfy                   |
| 9  | BAMMA 9: Watson vs. Marshman           | 24 marca 2012     | Birmingham, Utilita Arena Birmingham    | Extreme Sports Channel |
| 10 | BAMMA 10: Sinclair vs. Winner          | 15 września 2012  | Londyn, Wembley Arena                   | 5Star, Channel 5       |
| 11 | BAMMA 11: Marshman vs. Foupa-Pokam     | 1 grudnia 2012    | Birmingham, Utilita Arena Birmingham    | 5Star, Channel 5       |
| 12 | BAMMA 12: Wallhead vs. Veach           | 9 marca 2013      | Newcastle upon Tyne, Utilita Arena      | 5Star, Channel 5       |
| 13 | BAMMA 13: Night of Champions           | 14 września 2013  | Birmingham, Utilita Arena Birmingham    | 5Star, Channel 5       |
| 14 | BAMMA 14: Daley vs. da Silva           | 14 grudnia 2013   | Birmingham, LG Arena                    | 5Star, Channel 5       |
| 15 | BAMMA 15: Thompson vs. Selmani         | 5 kwietnia 2014   | Londyn, Copper Box                      | 5Star, Channel 5       |
| 16 | BAMMA Fight Night: Southampton         | 7 czerwca 2014    | Southampton, O2 Guildhall               | AMC Networks           |
| 17 | BAMMA Fight Night: Liverpool           | 2 sierpnia 2014   | Liverpool, Liverpool Olympia            | AMC Networks           |
| 18 | BAMMA 16: Daley vs. da Rocha           | 13 września 2014  | Manchester, Victoria Warehouse          | AMC Networks           |
| 19 | BAMMA 17: Fletcher vs. Brightmon       | 6 grudnia 2014    | Manchester, Victoria Warehouse          | AMC Networks           |
| 20 | BAMMA 18: Duquesnoy vs. Klaczek        | 21 lutego 2015    | Wolverhampton, Wolverhampton Civic Hall | AMC Networks           |
| 21 | BAMMA 19: Stapleton vs. Petley         | 28 marca 2015     | Blackpool, Winter Gardens               | AMC Networks           |
| 22 | BAMMA 20: McDermott vs. Lazarz         | 25 kwietnia 2015  | Birmingham, Utilita Arena Birmingham    | 5Spike, Channel 5      |
| 23 | BAMMA 21: DeVent vs. Kone              | 13 czerwca 2015   | Birmingham, Utilita Arena Birmingham    | 5Spike, Channel 5      |
| 24 | BAMMA 22: Duquesnoy vs. Loughnane      | 19 września 2015  | Dublin, 3Arena                          | 5Spike, Channel 5      |
| 25 | BAMMA 23: Night of Champions           | 14 listopada 2015 | Birmingham, Utilita Arena Birmingham    | 5Spike, Channel 5      |
| 26 | BAMMA 24: Ireland vs. England          | 27 lutego 2016    | Dublin, 3Arena                          | 5Spike, Channel 5      |
| 27 | BAMMA 25: Champion vs. Champion        | 14 maja 2016      | Birmingham, Utilita Arena Birmingham    | 5Spike, Channel 5      |
| 28 | BAMMA 26: Saadeh vs. Young             | 10 września 2016  | Dublin, 3Arena                          | 5Spike, Channel 5      |
| 29 | BAMMA 27: Duquesnoy vs. Philpott       | 16 grudnia 2016   | Dublin, 3Arena                          | ?                      |
| 30 | BAMMA 28: Parke vs. Redmond            | 24 lutego 2017    | Belfast, Odyssey                        | ?                      |
| 31 | BAMMA 29: McDermott vs. Wolf           | 12 maja 2017      | Birmingham, Resorts World Arena         | Dave                   |
| 32 | BAMMA 30: Philpott vs. Walsh           | 7 lipca 2017      | Dublin, 3Arena                          | Dave                   |
| 33 | BAMMA 31: Jones vs. Lohore             | 15 września 2017  | Londyn, SSE Arena                       | Dave                   |
| 34 | BAMMA 32: Lohore vs. Kiely             | 10 listopada 2017 | Dublin, 3Arena                          | Dave                   |
| 35 | BAMMA 33: Scope vs. Lebout             | 15 grudnia 2017   | Newcastle upon Tyne, Utilita Arena      | ITV                    |
| 36 | BAMMA 34: Lohore vs. Brazier           | 9 marca 2018      | Londyn, SSE Arena                       | ITV                    |
| 37 | BAMMA 35: Lohore vs. Pascu             | 12 maja 2018      | Dublin, 3Arena                          | ITV                    |
| 38 | BAMMA 36: McKee vs. Brazier            | 28 czerwca 2018   | Londyn, York Hall                       | ITV                    |